# Список найкращих футбольних суддів СРСР
Списки найкращих футбольних суддів (арбітрів) СРСР (рос. Списки лучших футбольных судей (арбитров) СССР) — реєстр, який за підсумками сезону щороку укладала та оприлюднювала Федерація футболу СРСР. Уперше був укладений 1948 року.
Списки за 1952 і 1954—1957 роки не було складено чи опубліковано, дані про них не збереглися. Більшість списків опубліковано в алфавітному порядку, хоча у 1950-х і 1980-х роках найкращих суддів класифіковано за номерами. Більшість списків містить 10 осіб, список 1960 року — 11 арбітрів, 1953, 1959 і 1978 — 9, 1969 і 1989 — 8, 1958 — 3.
Перший, хто зібрав воєдино всі списки, — казахстанський статистик футболу Єрлан Малашев (нар. 1970; мешкає в селі Бауиржан, Жуалинський район, Жамбилська область).

## Списки за роками

### 1948 — 1960
1948
1. Микола Латишев (Москва)
2. Ельмар Саар (Таллінн)
3. Михайло Дмитрієв (Москва)
4. В'ячеслав Моргунов (Москва)
5. Володимир Щербов (Москва)
6. Олександр Щелчков (Ростов-на-Дону)
7. Віктор Архипов (Москва)
8. Михайло Бєлянін (Москва)
9. Петро Бєлов (Ленінград)
10. Ілля Аверкін (Ленінград)

1949
1. Михайло Бєлянін (Москва)
2. Микола Латишев (Москва)
3. В'ячеслав Моргунов (Москва)
4. Петро Бєлов (Ленінград)
5. Костянтин Демченко (Житомир)
6. Нестор Чхатарашвілі (Тбілісі)
7. Олександр Щелчков (Ростов-на-Дону)
8. Ельмар Саар (Таллінн)
9. Володимир Щербов (Москва)
10. Віктор Архипов (Москва)

1950
1. Микола Латишев (Москва)
2. Петро Бєлов (Ленінград)
3. Віктор Архипов (Москва)
4. Нестор Чхатарашвілі (Тбілісі)
5. Олександр Тавельський (Куйбишев)
6. В'ячеслав Моргунов (Москва)
7. Михайло Дмитрієв (Москва)
8. Костянтин Демченко (Наро-Фомінск, Моск. обл.)
9. Валентин Фрідман (Ленінград)
10. Матвій Пінський (Харків)

1951
1. Микола Латишев (Москва)
2. Петро Бєлов (Ленінград)
3. Нестор Чхатарашвілі (Тбілісі)
4. Віктор Архипов (Москва)
5. Михайло Дмитрієв (Москва)
6. Михайло Бєлянін (Москва)
7. В'ячеслав Моргунов (Москва)
8. Валентин Фрідман (Таллінн)
9. Ельмар Саар (Таллінн)
10. Олександр Тавельський (Куйбишев)

1953
1. Микола Латишев (Москва)
2. Віктор Архипов (Москва)
3. Микола Балакін (Київ)
4. Нестор Чхатарашвілі (Тбілісі)
5. Петро Бєлов (Ленінград)
6. Едгарс Клавс (Рига)
7. Ельмар Саар (Таллінн)
8. Микола Хлопотін (Москва)
9. Іван Лук'янов (Москва)

1958
1. Микола Латишев (Москва)
2. Ельмар Саар (Таллін)
3. Микола Балакін (Київ)
4. Олександр Малець (Ужгород)
5. Вальдо Калевісте (Таллін)
6. Петро Гавриліаді (Краснодарський край)
7. Микола Хлопотін (Москва)
8. Микола Шевцов (Московська обл.)
9. Едгарс Клавс (Рига)
10. Олександр Мугурдумов (Київ)

1959
1. Микола Латишев (Москва)
2. Іван Лук'янов (Москва)
3. Ельмар Саар (Таллінн)
4. Микола Хлопотін (Москва)
5. Сергій Алімов (Москва)
6. Едгарс Клавс (Рига)
7. Петро Гаврилов (Сочі)
8. Микола Шевцов (Митищі, Моск. обл.)
9. Олександр Меншиков (Москва)

1960
1. Микола Латишев (Москва)
2. Іван Лук'янов (Москва)
3. Сергій Алімов (Москва)
4. Петро Гаврилов (Сочі)
5. Юрій Григор'єв (Баку)
6. Петро Бєлов (Ленінград)
7. Олександр Меншиков (Москва)
8. Микола Хлопотін (Москва)
9. Сергій Архипов (Москва)
10. Костянтин Демченко (Москва)
11. Микола Крилов (Куйбишев)

### 1961 — 1970

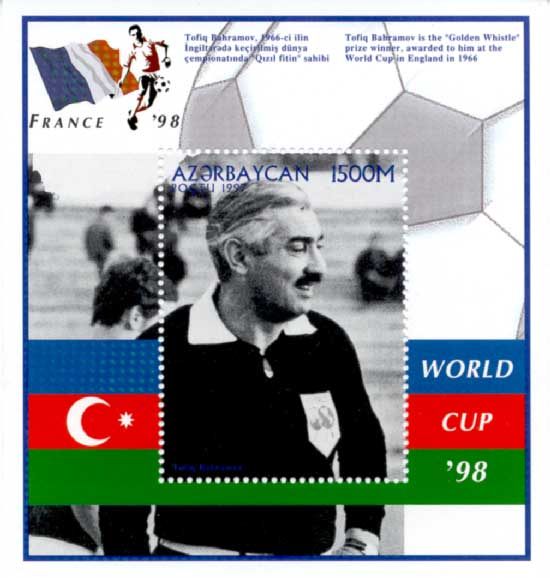
Тофік Бахрамов (Баку) 13 разів потрапляв до списку найкращих. Був боковим арбітром у фіналі чемпіонату світу 1966 і зарахував спірний гол Джефрі Герста — досі не встановлено, чи перетнув м'яч лінію воріт

1961
- Сергій Алімов (Москва)
- Аркадій Алов (Ленінград)
- Кестутіс Андзюліс (Каунас)
- Петро Бєлов (Ленінград)
- Юрій Бочаров (Москва)
- Костянтин Демченко (Москва)
- Павло Казаков (Москва)
- Карло Круашвілі (Тбілісі)
- Микола Латишев (Москва)
- Іван Лук'янов (Москва)

1962
- Сергій Алімов (Москва)
- Кестутіс Андзюліс (Каунас)
- Петро Бєлов (Ленінград)
- Петро Гавриліаді (Сочі)
- Павло Казаков (Москва)
- Карло Круашвілі (Тбілісі)
- Микола Латишев (Москва)
- Йозас Литвинас (Вільнюс)
- Іван Лук'янов (Москва)
- Євген Одінцов (Ленінград)

1963
- Сергій Алімов (Москва)
- Кестутіс Андзюліс (Каунас)
- Тофік Бахрамов (Баку)
- Петро Бєлов (Ленінград)
- Павло Казаков (Москва)
- Карло Круашвілі (Тбілісі)
- Микола Латишев (Москва)
- Олександр Меншиков (Москва)
- Микола Хлопотін (Москва)
- Володимир Ходін (Мінськ)

1964
- Сергій Алімов (Москва)
- Кестутіс Андзюліс (Каунас)
- Сергій Архипов (Москва)
- Микола Балакін (Київ)
- Тофік Бахрамов (Баку)
- Петро Бєлов (Ленінград)
- Анвар Звєрєв (Ленінград)
- Павло Казаков (Москва)
- Іван Лук'янов (Москва)
- Мікеліс Рубеніс (Рига)

1965
- Сергій Алімов (Москва)
- Кестутіс Андзюліс (Каунас)
- Сергій Архипов (Москва)
- Тофік Бахрамов (Баку)
- Анвар Звєрєв (Ленінград)
- Павло Казаков (Москва)
- Микола Крилов (Куйбишев)
- Карло Круашвілі (Тбілісі)
- Іван Лук'янов (Москва)
- Олександр Меншиков (Москва)

1966
- Сергій Алімов (Москва)
- Сергій Архипов (Москва)
- Тофік Бахрамов (Баку)
- Юрій Бочаров (Москва)
- Анвар Звєрєв (Ленінград)
- Микола Кірсанов (Київ)
- Микола Крилов (Куйбишев)
- Олександр Меншиков (Москва)
- Володимир Ходін (Мінськ)
- Еуген Хярмс (Таллінн)

1967
- Сергій Алімов (Москва)
- Тофік Бахрамов (Баку)
- Анвар Звєрєв (Ленінград)
- Павло Казаков (Москва)
- Микола Крилов (Куйбишев)
- Карло Круашвілі (Тбілісі)
- Іван Лук'янов (Москва)
- Володимир Ходін (Мінськ)
- Еуген Хярмс (Таллінн)
- Олександр Цаповецький (Київ)

1968
- Кестутіс Андзюліс (Каунас)
- Сергій Архипов (Москва)
- Григорій Багдасаров (Ташкент)
- Тофік Бахрамов (Баку)
- Юрій Бочаров (Москва)
- Ілля Бочорадзе (Тбілісі)
- Анатолій Іванов (Ленінград)
- Павло Казаков (Москва)
- Карло Круашвілі (Тбілісі)
- Володимир Толчинський (Алма-Ата)

1969
- Кестутіс Андзюліс (Каунас)
- Сергій Архипов (Москва)
- Тофік Бахрамов (Баку)
- Петро Гаврилов (Сочі)
- Анатолій Іванов (Ленінград)
- Павло Казаков (Москва)
- Карло Круашвілі (Тбілісі)
- Еуген Хярмс (Таллінн)

1970
- Кестутіс Андзюліс (Каунас)
- Тофік Бахрамов (Баку)
- Анатолій Іванов (Ленінград)
- Павло Казаков (Москва)
- Карло Круашвілі (Тбілісі)
- Валентин Ліпатов (Москва)
- Анатолій Мільченко (Сухумі)
- Юрій Пономарьов (Кишинів)
- Володимир Руднєв (Москва)
- Олександр Цаповецький (Київ)

### 1971 — 1980
1971
- Володимир Алов (Ленінград)
- Георгій Баканідзе (Тбілісі)
- Ярослав Баликін (Дніпропетровськ)
- Тофік Бахрамов (Баку)
- Юрій Бочаров (Москва)
- Павло Казаков (Москва)
- Карло Круашвілі (Тбілісі)
- Валентин Ліпатов (Москва)
- Іван Лук'янов (Москва)
- Анатолій Мільченко (Сухумі)

1972
- Володимир Алов (Ленінград)
- Георгій Баканідзе (Тбілісі)
- Тофік Бахрамов (Баку)
- Павло Казаков (Москва])
- Карло Круашвілі (Тбілісі)
- Валентин Ліпатов (Москва)
- Іван Лук'янов (Москва)
- Анатолій Мільченко (Сухумі)
- Володимир Руднєв (Москва)
- Йосип Самусенков (Москва)

1973
- Тофік Бахрамов (Баку)
- Анатолій Іванов (Ленінград)
- Павло Казаков (Москва)
- Карло Круашвілі (Тбілісі)
- Валентин Ліпатов (Москва)
- Іван Лук'янов (Москва)
- Анатолій Мільченко (Сухумі)
- Юрій Пономарьов (Кишинів)
- Володимир Руднєв (Москва)
- Йосип Самусенков (Москва)

1974
- Ельдар Азімзаде (Баку)
- Кестутіс Андзюліс (Каунас)
- Тофік Бахрамов (Баку)
- Анатолій Іванов (Ленінград)
- Павло Казаков (Москва)
- Микола Крилов (Куйбишев)
- Анатолій Мільченко (Сухумі)
- Володимир Руднєв (Москва)
- Йосип Самусенков (Москва)
- Юрій Сергієнко (Харків)

1975
- Ельдар Азімзаде (Баку)
- Тофік Бахрамов (Баку)
- Анатолій Іванов (Ленінград)
- Павло Казаков (Москва)
- Михайло Кусень (Львів)
- Валентин Ліпатов (Москва)
- Матевос Мкртчян (Єреван)
- Володимир Руднєв (Москва)
- Мікеліс Рубеніс (Рига)
- Едуард Шкловський (Москва)

1976
- Ельдар Азімзаде (Баку)
- Костянтин Віхров (Київ)
- Анатолій Іванов (Ленінград)
- Павло Казаков (Москва)
- Валентин Ліпатов (Москва)
- Матевос Мкртчян (Єреван)
- Володимир Руднєв (Москва)
- Йосип Самусенков (Москва)
- Юрій Сергієнко (Харків)
- Едуард Шкловський (Москва)

1977
- Ельдар Азімзаде (Баку)
- Георгій Баканідзе (Тбілісі)
- Віктор Жарков (Москва)
- Анатолій Іванов (Ленінград)
- Анатолій Кадетов (Москва)
- Михайло Кусень (Львів)
- Валентин Ліпатов (Москва)
- Анатолій Мільченко (Сухумі)
- Матевос Мкртчян (Єреван)
- Михайло Черданцев (Алма-Ата)

1978
- Ельдар Азімзаде (Баку)
- Валерій Баскаков (Москва)
- Валерій Бутенко (Москва)
- Анатолій Іванов (Ленінград)
- Михайло Кусень (Львів)
- Валентин Ліпатов (Москва)
- Анатолій Мільченко (Сухумі)
- Мирослав Ступар (Івано-Франківськ)
- Едуард Шкловський (Москва)

1979
1. Ельдар Азімзаде (Баку)
2. Мирослав Ступар (Івано-Франківськ)
3. Валерій Бутенко (Москва)
4. Анатолій Мільченко (Сухумі)
5. Валентин Ліпатов (Москва)
6. Анатолій Кадетов (Москва)
7. Юрій Ігнатов (Калуга)
8. Валерій Баскаков (Москва)
9. Лев Акселевич (Москва)
10. Олександр Мушковець

1980
1. Ельдар Азімзаде (Баку)
2. Валерій Бутенко (Москва)
3. Ромуальдас Юшка (Вільнюс)
4. Анатолій Мільченко (Сухумі)
5. Анатолій Кадетов (Москва)
6. Гурам Гванцеладзе (Тбілісі)
7. Едуард Шкловський (Москва)
8. Валентин Ліпатов (Москва)
9. Валерій Баскаков (Москва)
10. Олександр Мушковець (Москва)

### 1981 — 1991
1981
1. Валерій Бутенко (Москва)
2. Ромуальдас Юшка (Вільнюс)
3. Мирослав Ступар (Івано-Франківськ)
4. Велоді Міміношвілі (Тбілісі)
5. Анатолій Мільченко (Сухумі)
6. Валерій Баскаков (Москва)
7. Олександр Теметєв (Ужгород)
8. Лев Акселевич (Москва)
9. Матевос Мкртчян (Єреван)
10. Олександр Шевченко (Москва)

1982
1. Ельдар Азімзаде (Баку)
2. Валерій Бутенко (Москва)
3. Ромуальдас Юшка (Вільнюс)
4. Іван Тимошенко (Ростов-на-Дону)
5. Юрій Савченко (Москва)
6. Валерій Баскаков (Москва)
7. Матевос Мкртчян (Єреван)
8. Анатолій Мільченко (Сухумі)
9. Володимир Кузнецов (Омськ)
10. Кирило Доронін (Москва)

1983
1. Ромуальдас Юшка (Вільнюс)
2. Анатолій Мільченко (Сухумі)
3. Олександр Мушковець (Москва)
4. Юрій Савченко (Москва)
5. Велоді Міміношвілі (Тбілісі)
6. Володимир Кузнецов (Омськ)
7. Кирило Доронін (Москва)
8. Іван Тимошенко (Ростов-на-Дону)
9. Анатолій Кадетов (Москва)
10. Матевос Мкртчян (Єреван)

1984
1. Валерій Бутенко (Москва)
2. Олександр Мушковець (Москва)
3. Ромуальдас Юшка (Вільнюс)
4. Юрій Савченко (Москва)
5. Анатолій Мільченко (Сухумі)
6. Вадим Жук (Мінськ)
7. Олексій Спірін (Москва)
8. Олександр Хохряков (Йошкар-Ола)
9. Матевос Мкртчян (Єреван)
10. Мирослав Ступар (Івано-Франківськ)

1985
1. Олексій Спірін (Москва)
2. Юрій Савченко (Москва)
3. Іван Тимошенко (Ростов-на-Дону)
4. Валерій Бутенко (Москва)
5. Вадим Жук (Мінськ)
6. Володимир Кузнецов (Омськ)
7. Кирило Доронін (Москва)
8. Мирослав Ступар (Івано-Франківськ)
9. Анатолій Мільченко (Сухумі)
10. Велоді Міміношвілі (Тбілісі)

1986
- Валерій Бутенко (Москва)
- Вадим Жук (Мінськ)
- Олександр Кирилов (Москва)
- Володимир Кузнецов (Омськ)
- Велоді Міміношвілі (Тбілісі)
- Юрій Савченко (Москва)
- Олексій Спірін (Москва)
- Мирослав Ступар (Івано-Франківськ)
- Іван Тимошенко (Ростов-на-Дону)
- Олександр Хохряков (Йошкар-Ола)

1987
1. Олексій Спірін (Москва)
2. Іван Тимошенко (Ростов-на-Дону)
3. Вадим Жук (Мінськ)
4. Олександр Хохряков (Йошкар-Ола)
5. Сергій Хусаїнов (Москва)
6. Олександр Кирилов (Москва)
7. Валерій Бутенко (Москва)
8. Ромуальдас Юшка (Вільнюс)
9. Микола Юров (Томськ)
10. Рустам Рагімов (Баку)

1988
- Тарас Безуб'як (Ленінград)
- Валерій Бутенко (Москва)
- Вадим Жук (Мінськ)
- Олександр Кирилов (Москва)
- Олексій Спірін (Москва)
- Віктор Філіппов (Москва)
- Сергій Хусаїнов (Москва)
- Володимир Чехоєв (Орджонікідзе)
- Олег Чиненов (Москва)
- Ромуальдас Юшка (Вільнюс)

1989
- Валерій Бутенко (Москва)
- Олександр Кирилов (Москва)
- Петро Кобичик (Чернівці)
- Олександр Лунін (Москва)
- Володимир П'яних (Донецьк)
- Мирослав Ступар (Івано-Франківськ)
- Віктор Філіппов (Москва)
- Володимир Чехоєв (Орджонікідзе)

1990
- Валерій Бутенко (Москва)
- Вадим Жук (Мінськ)
- Олександр Кирилов (Москва)
- Петро Кобичик (Чернівці)
- Вольдемар Медведцький (Волзький, Волгогр. обл.)
- Рустам Рагімов (Баку)
- Юрій Савченко (Москва)
- Віктор Філіппов (Москва)
- Олексій Спірін (Москва)
- Володимир Шароян (Октемберян)

1991
- Андрій Бутенко (Москва)
- Валерій Бутенко (Москва)
- Тарас Безуб'як (Ленінград)
- Вадим Жук (Мінськ)
- Анатолій Маляров (Москва)
- Юрій Савченко (Москва)
- Олексій Спірін (Москва)
- Іван Тимошенко (Ростов-на-Дону)
- Сергій Хусаїнов (Москва)
- Володимир Шароян (Октемберян)

## Найбільше потраплянь
| Потрап- лянь | Суддя (місто)               | Роки, коли був у списку                                 |
| ------------ | --------------------------- | ------------------------------------------------------- |
| 15           | Павло Казаков (Москва)      | 1961 — 1965, 1967 — 1976                                |
| 14           | Анатолій Мільченко (Сухумі) | 1970 — 1974, 1977 — 1985                                |
| 13           | Тофік Бахрамов (Баку)       | 1963 — 1975                                             |
| 13           | Валерій Бутенко (Москва)    | 1978 — 1982, 1984 — 1991                                |
| 11           | Микола Латишев (Москва)     | 1948 — 1951, 1953, 1958 — 1963                          |
| 11           | Карло Круашвілі (Тбілісі)   | 1961 — 1963, 1965, 1967 — 1973                          |
| 10           | Петро Бєлов (Ленінград)     | 1948 — 1951, 1953, 1960 — 1964                          |
| 10           | Валентин Ліпатов (Москва)   | 1970 — 1973, 1975 — 1980                                |
| 10           | Іван Лук'янов (Москва)      | 1953, 1959 — 1960, 1962, 1964 — 1965, 1967, 1971 — 1973 |